# Сэкибунэ
Сэкибунэ (яп. 関船 Сэкибунэ) — японское военное средневековое среднетоннажное судно, использовавшееся в период с эпохи Сэнгоку до эпохи Эдо.

## Общая информация
С функциональной точки зрения сэкибунэ уступает атакэбунэ по наступательной силе и защитным возможностям, но превосходит по манёвренности из-за больших показателей скорости. Если проводить аналогии с современными типа военных кораблей, то атакэбунэ соответствует линкору, а сэкибунэ – крейсеру. Этимология названия корабля связана со словом сэкисё (яп. 関所), которое обозначает понятие «застава», контрольный пропускной пункт, где в мирное время взималась плата за проход. Имелось в виду, что, поскольку тип корабля сэкибунэ обладал повышенной скоростью и манёвренностью, то его часто использовали, чтобы догонять курсирующие суда и взимать налоги.
Также в японо-португальском словаре 1603 года «Ниппо дзисё» приводится словарная статья «xeqi（関）» – «застава», «пират» и «xeqibune（関船）» – «пиратское судно», что чётко указывает на то, что данный тип корабля имел прямое отношение к сборам морских пошлин и, возможно, пиратству.
Если рассматривать сэкибунэ с конструктивной точки зрения, то в верхней части корабля располагается надстройка, на которую установлена палуба – «ягура» (яп. 矢倉), которая тянется практически на полную длину корпуса корабля. Количество кормовых вёсел варьируется в пределах 80-90 штук. Соотношение сторон корпуса по сравнению сатакэбунэ также отличается и имеет более вытянутую и продолговатую форму, что обеспечивает высокую скорость хода. Конструкция носа судна, имеющего острую волнорезную форму, схожа с той, которая была у основного торгового судна эпохи Эдо – «Бэндзайсэн» (яп. 弁才船), в отличие, например, от атакэбунэ, где использовалась квадратная или двухугловая форма носа. Окружность палубы - «ягура» была облицована деревянными щитками, которые выполняли функцию брони, защищая гребцов, и находящихся на корабле воинов, от стрел и пуль. Однако, по сравнению с атакэбунэ, толщина этих деревянных щитков была меньше, поэтому защитная противопулевая функция была сравнительно невысокой. Для изготовления щитков в целях облегчения веса конструкции вместо дерева также иногда использовался бамбук. Главную мачту можно было снимать, во время обычного курсирования шли под парусом, а во время морского сражения мачту убирали, положив на палубу, и шли на вёслах.
Основном средством нападения являлся абордаж, а также стрельба на ближней дистанции с помощью луков и аркебуз, которыми были экипированы воины, находящиеся на борту. Для ведения стрельбы были предусмотрены бойницы между щитками. Общей чертой, которая объединяла все японские корабли той эпохи, включая сэкибунэ, было отсутствие киля. Использовался судостроительный метод, при котором деревянные планки обшивки бортов фиксировались с помощью заострённых заклёпок и гвоздей, что обеспечивало облегчение общей конструкции и одновременно достаточную прочность, однако этого было недостаточно для отражения таранного удара или прямого столкновения, повреждения от которого были фатальны. В связи с этим область военного применения сэкибунэ была достаточно узкой по сравнению с китайскими и европейскими кораблями.
В связи с тем, что с началом эпохи Эдо был введён запрет на строительство крупнотоннажных кораблей водоизмещением больше 500 коку (около 75 тонн), а также вследствие того, что сэкибунэ по сравнению с атакэбунэ имела большую быстроходность и лучше отвечала требованиям морского контроля и надзора, то данный тип японских кораблей стал наиболее крупным из использовавшихся в эпоху Эдо. Также многие корабли типа сэкибунэ после внесения ряда изменений использовались в качестве роскошно украшенных парадных судов – «годзабунэ» (яп. 御座船), на которых западные даймё совершали церемонию санкин котай. Правительство бакуфу также использовало сэкибунэ, как годзабунэ сёгуна «Тэнтимару».